# فرناندا سوبارزو
فرناندا سوبارزو (ولدت في 15 نوفمبر 1994) هي ملكة جمال تشيلي 2015 ، ومثلت تشيلي في مسابقة ملكة جمال العالم 2015. 

## روابط خارجية
فرناندا سوبارزو على إنستغرام